# ナヒチェヴァニ郡

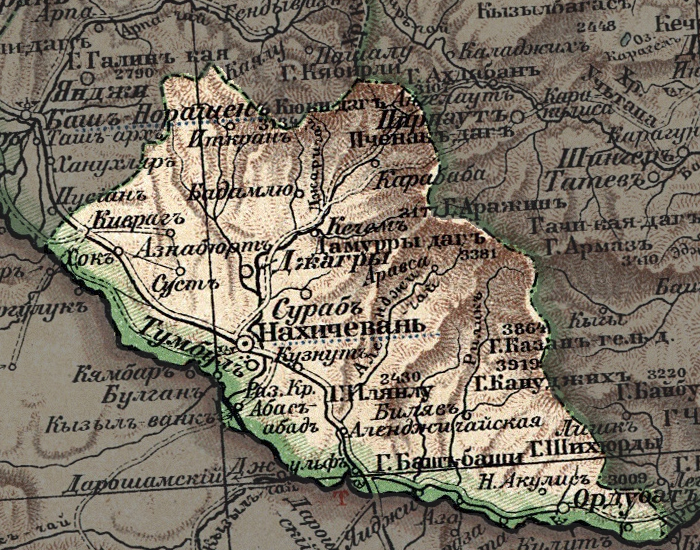
1903年の地図

ナヒチェヴァニ郡（ナヒチェヴァニぐん、ロシア語: Нахичеванский уезд）は、ロシア帝国の郡。ナヒチェヴァニを首府とし、1840年に設置されてからは主にエリヴァニ県に属した。

## 沿革
1828年にトルコマーンチャーイ条約によってロシア帝国領とされるまでは、この領域はナヒチェヴァン・ハン国として、ガージャール朝の勢力下にあった。併合直後にはアルメニア州が置かれたが、その後1840年4月10日公布、翌1841年1月1日発効の政令によってグルジノ・イメレチア県が新設され、ナヒチェヴァニ郡はその一部とされた。さらに1846年12月14日採択の法令によってチフリス県が設置されると、ナヒチェヴァニ郡もその一部となる。そして1849年6月9日採択の法令によってさらにエリヴァニ県が設置されると、ナヒチェヴァニ郡はエリヴァニ郡、アレクサンドロポリ郡とともにエリヴァニ県へ移管された。ロシア帝国が崩壊してからはアルメニア第一共和国とアゼルバイジャン民主共和国、さらにはアルメニア社会主義ソビエト共和国とアゼルバイジャン社会主義ソビエト共和国による領土争いの舞台となったが、1921年3月のモスクワ条約によって、飛び地としてアゼルバイジャン社会主義ソビエト共和国に帰属することが決定された。

## 地理
面積は3858.8平方ベルスタ。エリヴァニ県の南東に位置し、北側にエリザヴェトポリ県との県境を、南側にアラクス川によるイランとの国境を持っていた。地形は北から南方向へ低くなっており、アラクス川左岸に長さ50ベルスタ、幅8-20ベルスタの低地帯を持つ。東部県境付近にカラバフ山脈から連なる山地を持ち、北西部にも標高1万282フィートのキュキ・ダグを擁する。アラクス川支流のナヒチェヴァン・チャイ川（長さ60-70フィート）は夏季には干上がったが、その他の時期には灌漑用水として重要な役割を担っていた。しかし、総じてナヒチェヴァニ郡は水資源に恵まれず、土地の開発も進んでいなかった。気候は高地部で穏やかであったのに対し、低地部の夏季は乾燥した酷暑であり、住民は夏に山間部へ避暑に赴いていた。森林は面積にして郡全体の3.9パーセントに満たず、山間部にのみ存在した。
1913年の時点で、郡にはアクリスィ・ヴェルフニエ、アズィ (hy)、アブラクニス、イトクラン、ヴァナンド (en)、カザンチ・ミラフ、カルマリノフカ、シフ・マフムード、ジャグルィ、シャフブズ、チェギミバサル、チザ、トゥムブリの13の村が設置されていた。オルドゥバドには1クラス制都市学校が、その他の地域には2クラス制標準学校が3校と初等学校3校、そしてアルメニア教会の教区学校が19校存在した。

## 産業
主要産業である農業は、郡の面積の約8.8パーセントを占める3万6509デスャチーナの作付面積で行われており、山間部では大麦と小麦、低地部（とりわけオルドゥバド地方）では綿花やウマゴヤシ、米、胡麻、トウゴマ、メロンが主に栽培されていた。1894年の綿花の作付面積は1500デスャチーナ、果樹園と葡萄園の面積は1250デスャチーナであった。葡萄、杏、桃、プラム、林檎、梨、クルミなども作られ、ドライフルーツに加工されて輸出されていた。その一方でワインの生産は小規模であった。畜産も重要な産業であり、1891年には馬1050頭、ロバ4730頭、ラバ7550頭、牛150頭、水牛3600頭、羊4万6800頭、山羊1万7400頭、ラクダ65頭が養われていた。
対して製造業はほとんど存在しなかったながら、フェルト、絨毯や毛織物の生産は行われていた。また、塩、大理石、石膏、鉄、鉛、銅、銀、ミョウバン、ヒ素の生産は盛んであり、とりわけナヒチェヴァニから12ベルスタ北西の塩鉱からは、年25万プードの塩が産出されていた。ナヒチェヴァニの古い塩鉱からは石器が発見されているように、塩の採掘は古代から行われていたとみられる。

## 人口
1897年ロシア帝国国勢調査においては、郡の総人口は10万771人（男性5万2984人、女性4万7787人）とされ、使用言語別の主要な内訳は
- アゼルバイジャン語：6万4151人
- アルメニア語：3万4672人
- ロシア語：858人
- クルド語：639人

である。首府ナヒチェヴァニの人口は2万9006人となっている。